# Rood bosvogeltje
Het rood bosvogeltje (Cephalanthera rubra (L.) Rich.) is een vaste plant, die behoort tot de orchideeënfamilie.
De soort is volgens de Nederlandse Rode Lijst van planten in Nederland niet meer aanwezig. Vroeger was er in België, in de buurt van het kasteel van Walzin (Maasdistrict), een kleine, geïsoleerde kolonie. De plant is voor het laatst in 1985 nog in Nederland gezien. De plant heeft 2n = 36 chromosomen en komt van nature voor in Europa en Noord-Afrika.
De plant wordt 30-60 cm hoog en de stengel is bovenaan licht behaard. De plant heeft sterk ontwikkelde, korte, kruipende wortelstokken, die meestal vertakt zijn. Op de knopen van de wortelstokken ontstaan nieuwe planten. Aan de voet van de plant zitten twee tot acht bladeren. De onderste bladeren zijn langwerpig, 5-14 cm lang en 1-3 cm breed. De bovenste bladeren zijn lancetvormig en kleiner.
Het rood bosvogeltje bloeide in Nederland in juni en juli met tot 5 cm grootte lichtpurperen bloemen. Soms kunnen ook witte bloemen voorkomen.
De vrucht is een met spleten openspringende (dehiscente) doosvrucht en rijpt in oktober af. De zaden bevatten geen reservestoffen en kieming kan alleen plaatsvinden als de zaden geïnfecteerd worden met een mycorrhiza.
De plant groeit in de halfschaduw op kalkrijke grond en kwam vroeger in Nederland voor in Zuid-Limburg. In Nederland is de plant vanaf 1 januari 2017 niet meer wettelijk beschermd.
In de jaren zeventig en tachtig van de twintigste eeuw is de soort enige tijd in de Biesbosch aanwezig geweest, terwijl de soort in de Tenellaplas is aangeplant.